# Loepa
Loepa é um gênero de mariposa pertencente à família Bombycidae.